# Adriana Hoffmann

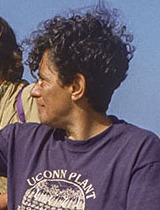
Adriana Hoffmann (1991)

Adriana Elisabeth Hoffmann Jacoby (geb. 29. Januar 1940 in Santiago de Chile; gest. 20. März 2022) war eine chilenische Botanikerin, Umweltschützerin und Autorin. Von 2000 bis 2001 war sie geschäftsführende Sekretärin der Nationalen Umweltkommission Chiles (spanisch Comisión Nacional del Medio Ambiente CONAMA). Sie setzte sich für die nachhaltige Bewirtschaftung und den Schutz der chilenischen Wälder ein und war seit 1992 als Koordinatorin der Organisation (spanisch Defensores del Bosque Chileno) (deutsch Verteidiger des chilenischen Waldes) führend im Widerstand gegen illegale Abholzung.
Hoffmann ist Autorin von mehr als einem Dutzend Büchern über die Flora Chiles sowie von 106 botanischen Namen, zumeist Neuordnungen von Arten und infraspezifischen Taxa von Kakteen. Ihr offizielles botanisches Autorenkürzel lautet „A.E.Hoffm.“.

## Leben
Adriana Hoffmann wurde 1940 als Tochter der jüdisch deutsch-chilenischen Physiologin und Psychiaterin Lola Hoffmann (geb. Jacoby) und Franz Hoffmann in Santiago de Chile geboren. Sie wuchs in Providencia auf und besuchte die weiterführende Schule Liceo Manuel de Salas. Sie wurde an der Universität von Chile angenommen, wo sie zunächst Pflanzenbauwissenschaft studierte. Sie schloss sich ihrer Mutter an, als diese nach Deutschland reiste, um psychiatrische Techniken zu studieren, und dort wechselte Adriana ihren Schwerpunkt zur Biologie und spezialisierte sich auf Botanik und Ökologie. Nach Abschluss ihres Studiums kehrte sie nach Chile zurück und heiratete den Ingenieur Hernán Calderón. Danach lebten beide eine Zeit lang im Ausland, bis sie in den 1970er Jahren wieder nach Chile zurückkehrten.
Im Laufe ihrer Karriere reiste Hoffmann durch ganz Chile, dokumentierte die Flora und beschrieb die Arten. Bis April 2008 hatte sie 106 neue Kaktusarten identifiziert und klassifiziert.
1992 wurde Hoffmann Koordinator der gemeinnützigen Organisation Defensores del Bosque Chileno, der größten Waldschutzgruppe Chiles. 1994 gründete sie die Gruppe Agrupación de Defensores del Bosque Nativo, zu deren Gründungsmitgliedern neben bekannten Sängern und Dichtern auch der Wirtschaftswissenschaftler Manfred Max-Neef und der Bischof Bernardino Piñera Carvallo zählten. Mitte der 1990er Jahre war Hoffmann als eine der führenden Umweltaktivisten Chiles anerkannt.
Hoffmann war Mitglied des Vorstands der Lahuen Foundation, einer Organisation zur Erhaltung des Waldes, die das Schutzgebiet El Cañi Sanctuary gegründet hat.
Sie spielte auch eine führende Rolle in der Chilenischen Wissenschaftlichen Gesellschaft, der Biologischen Gesellschaft Chiles, der Earth Foundation, der International Union for Conservation of Nature (IUCN) und der Association of Chilean Female Leaders. Hoffmanns Engagement für Defensores del Bosque umfasste auch die Entwicklung von Umweltbildungsprogrammen für Lehrer.
Hoffmann wurde im März 2000 von Präsident Ricardo Lagos zur Exekutivsekretärin der Nationalen Umweltkommission ernannt, einem Vorläufer des chilenischen Umweltministeriums (spanisch Ministerio del Medio Ambiente MMA).
Während ihrer Amtszeit beaufsichtigte sie die Einrichtung des nationalen Wanderwegenetzes Sendero de Chile, verbesserte das System der Umweltverträglichkeitsprüfung (englisch System of Environmental Impact Assessment SEIA) und setzte sich für die Umsetzung von Umweltbildungsprogrammen und die Verbesserung der Luftqualität in Santiago ein. Während ihrer Amtszeit wurde sie von Wirtschaftsvertretern wegen ihrer umweltfreundlichen Haltung und von Umweltgruppen wegen ihres vermeintlich mangelnden Einflusses innerhalb der Verwaltung kritisiert.
Nach der umstrittenen Genehmigung von Petrolkoks für gasbefeuerte Generatoren, gegen die sie Einspruch erhoben hatte, trat sie im Oktober 2001 zurück und erklärte, sie fühle sich von Lagos und den Ministern nicht mehr unterstützt. Sie kehrte zu Defensores del Bosque zurück und bereitete sich auf ihren späteren Ruhestand vor.
Adriana Hoffmann starb am 20. März 2022.

## Einsatz für die Umwelt
Während der Pinochet-Diktatur gewährte die Regierung multinationalen Holzfirmen ungehinderten Zugang zu den chilenischen Wäldern und bot wenig Anreize, das Holz im Land zu verarbeiten. Hoffmann hatte festgestellt, dass die rapide schwindenden einheimischen privaten Primärwalder vor allem durch den Export von Hackschnitzeln verschwendet werden. In einem Artikel von 1995 bemerkte sie: „Wir haben mit eigenen Augen gesehen, wie [Holzfirmen] riesige Bäume nehmen und alles schreddern, Äste und alles.“ Beginnend mit ihrem Engagement bei Defensores del Bosque setzte sich Hoffmann für die Reform der chilenischen Forstwirtschaft ein, sie war eine lautstarke Befürworterin einer nachhaltigen Waldbewirtschaftung im Land und argumentierte, dass Ökotourismus und Mehrwertprodukte wie Möbel langfristig zu höheren Einnahmen führen.
In den 1990er Jahren schrieb sie Kolumnen über Ökologie für El Mercurio und wandte sich gegen Freihandelsabkommen, die einheimische Wälder durch kommerzielle Baumplantagen ersetzen würden. Sie kritisierte die chilenische Regierung dafür, dass sie keine Forstwirtschaftspolitik betreibt.
Hoffmann freundete sich mit dem US-amerikanischen Geschäftsmann und Umweltaktivisten Douglas Tompkins an, der die Defensores del Bosque finanzierte. Sie verteidigte seine Bemühungen, ein 1.200 Hektar großes Naturschutzgebiet im chilenischen Seengebiet (englisch Chilean Lake District) einzurichten.
Die New York Times berichtete, dass sie sagte: „Wenn diese Investition irgendwo anders als in Chile getätigt worden wäre, würde man Herrn Tompkins als Helden bezeichnen. Aber es geschah in Chile, wo Neid und Eifersucht und Geschäftsinteressen Institutionen sind.“

## Auszeichnungen und Ehrungen
Für ihren Einsatz zum Schutz der chilenischen Wälder wurde Hoffmann 1997 von den Vereinten Nationen als eine der 25 führenden Umweltschützer des Jahrzehnts ausgezeichnet.
Für ihre Forschungen zur chilenischen Flora und ihre Arbeit in der Umwelterziehung erhielt Hoffmann 2003 den Luis-Oyarzún-Preis der Universidad Austral de Chile. Im Jahr 2009 wurde sie von der Cactus and Succulent Society of America mit dem Fellow Award ausgezeichnet.
Adriana Hoffmann war Mitglied der Jury für den Sasakawa-Preis des Umweltprogramms der Vereinten Nationen.

## Veröffentlichungen
Hoffmann hat mehr als ein Dutzend Bücher und illustrierte Feldführer über die Flora, die Heilpflanzen und die botanischen Ressourcen Chiles verfasst.
Zu ihren Werken gehört La Tragedia del Bosque Chileno, das mit Texten und Fotos den illegalen Holzeinschlag in den chilenischen Wäldern dokumentiert.

### Publikationen (Auswahl)
- Adriana Hoffmann, Jochen Kummerow: Root Studies in the Chilean Matorral. In: Oecologia. Band 32, Nr. 1, 1978, S. 57–69, doi:10.1007/bf00344689, PMID 28308666, bibcode:1978Oecol..32...57H, JSTOR:4215552 (englisch).
- Adriana Hoffmann J.: Flora silvestre de Chile / zona central : una guía para la identificación de las especies vegetales más frecuentes. Hrsg.: Fundación Claudio Gay. Santiago 1978, OCLC 44017192 (spanisch).
- Adriana E. Hoffmann J.: Flora silvestre de Chile / zona austral : Una guía ilustrada para la identificación de las especies de plantas leñosas del sur de Chile. Hrsg.: Ediciones Fundacion Claudio Gay. Santiago de Chile 1982, OCLC 715468373 (spanisch).
- Adriana Hoffmann J.: El árbol urbano en Chile. Hrsg.: Ediciones Fundación Claudio Gay. 1983, OCLC 10967952 (spanisch).
- Adriana Hoffmann, Christina Farga, Jorge Lastra: Plantas medicinales de uso comun en Chile T. 1. Hrsg.: Paesmi. Santiago, Chile 1988, OCLC 831403901 (spanisch).
- Adriana Hoffmann J., Andrés Jullían: Cactaceas en la flora silvestre de Chile : una guía para la identificación de los cactos que crecen en el país. Hrsg.: Ed. Fundacion Claudio Gay. Santiago de Chile 1989, OCLC 716491772 (spanisch).
- Adriana Hoffmann J., Marcelo Mendoza: De cómo Margarita Flores puede cuidar su salud y ayudar a salvar el planeta. Hrsg.: Casa de Paz. Santiago 1990, OCLC 31970038 (spanisch).
- Adriana Hoffmann J.: Vegetación y flora de la alta cordillera de Santiago. Hrsg.: Cía. Minera La Disputada de Las Condes. Santiago 1992, OCLC 55302269 (spanisch).
- Adriana Hoffmann J., Malú Sierra, Magdalena Donoso: Ecología e historia natural de la zona central de Chile. Hrsg.: Defensores del Bosque Chileno. Santiago 1997, ISBN 956-7721-01-7 (spanisch).
- Adriana Hoffmann J.: Plantas Altoandinas en la flora silvestre de Chile. Hrsg.: Ed. Fundación Claudio Gay. Santiago 1998, OCLC 40214795 (spanisch).
- Adriana Hoffmann J.: Enciclopedia de los bosques chilenos : conservación, biodiversidad, sustentabilidad. Hrsg.: Defensores del Bosque Chileno. Santiago, Chile 2000, OCLC 1318271070 (spanisch).
- Adriana Hoffmann J.: Plantar, plantar, plantar : manual de reproducción y plantación de flora nativa chilena. Hrsg.: Defensores del bosque Chileno. Santiago de Chile 2001, OCLC 55413567 (spanisch).